# Cork
Cork (/kɔːrk/ irlandés: Corcaigh [ˈkoɾkɪɟ], derivado de corcach, 'marisma') es una ciudad en la República de Irlanda, capital del condado homónimo, en la provincia de Munster. Con una población de 125,622 habitantes en 2016, a raíz de una extensión de los límites de la ciudad en 2019, esta cifra ha incrementado a aproximadamente 210.000 habitantes. Es la segunda ciudad más poblada del país, detrás de Dublín, y la tercera de la isla después de Belfast.
Cork está construida sobre el río Lee, que por un corto tramo se bifurca en dos canales, creando una isla en la que se levanta el centro de la ciudad. El puerto de Cork es el segundo puerto más importante del país y uno de los puertos naturales más grandes del mundo.

## Historia

### Orígenes

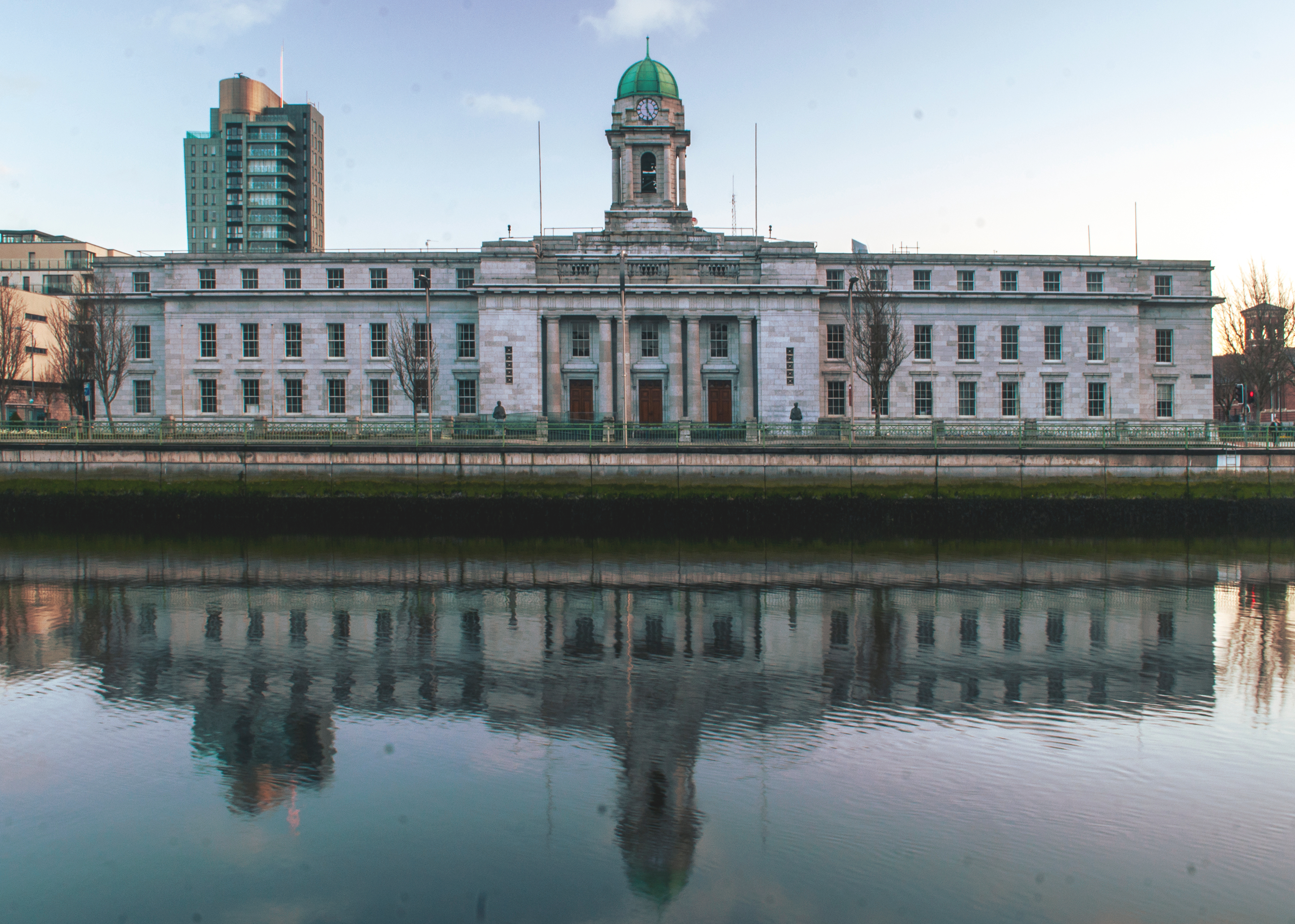
Ayuntamiento de Cork. Detrás, la torre Elysian, el edificio más alto de la isla de Irlanda.

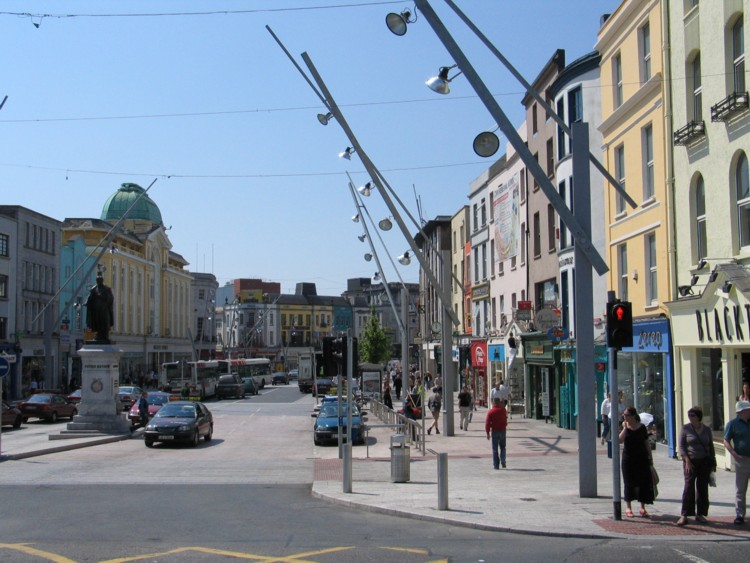
Calle San Patricio (St Patrick's Street).

Cork creció alrededor del monasterio fundado por San Finbar en el siglo VI. Las invasiones vikingas, que habían comenzado en el siglo VIII, se intensificaron a principios del siglo IX. En los Anales de los cuatro maestros se menciona la existencia de un establecimiento vikingo permanente hacia 846. En el siglo XII, invasores anglonormandos tomaron la ciudad. La carta de la ciudad fue concedida por el príncipe Juan durante su primera visita a Irlanda en 1185. La construcción de la muralla, cuyas ruinas permanecen, comenzó en el siglo XIII.
A lo largo de los siglos, gran parte de la ciudad tuvo que ser reconstruida a causa de repetidos incendios.

### Edad Media
El gobierno municipal de Cork estaba manejado por cerca de 12 o 15 familias de comerciantes debían su fortuna gracias al comercio con Europa continental, en especial exportando lana y pieles e importando vino, hierro y sal. De estas familias, solamente los Ronayne y los O'Spaelain eran de origen irlandés gaélico.[cita requerida]
El título del alcalde de Cork (Mayor of Cork) aparece mencionado por primera vez en una carta real de 1318. Fue cambiado al de Lord Mayor en 1900.
La población era de aproximadamente 2100 habitantes, pero sufrió una severa disminución en 1349, cuando casi la mitad de los ciudadanos murió durante la epidemia de peste negra.
En 1491, la ciudad participó en la guerra de las Rosas cuando Perkin Warbeck —que decía ser Ricardo de Shrewsbury, segundo hijo varón de Eduardo IV— llegó en busca de aliados para derrocar a Enrique VII. El alcalde y otros ciudadanos importantes lo acompañaron a Inglaterra, pero fueron capturados y ejecutados después de que la rebelión fracasara. Por el apoyo de muchos de sus habitantes a los miembros de la Casa de York durante la guerra, Cork fue apodada "la ciudad rebelde" (the rebel city).
Una descripción escrita en 1577 define a Cork como "la cuarta ciudad de Irlanda... donde tienden a vigilar las puertas a cada hora... no confían en el país que colinda y se casan solamente entre ellos, para que la ciudad toda quede unida en afinidad".

### SigloXVIII
Entre fines del siglo XVII y principios del XVIII, protestantes franceses (hugonotes) llegaron a Cork huyendo de la persecución religiosa de Luis XIV. En este período se levantaron nuevos edificios, muchos de estilo georgiano, como en Dublín. Algunos ejemplos son la iglesia de Cristo (Christ Church, 1720-26), la iglesia de Santa Ana (St Anne's Shandon, 1722-26) y un edificio de oficinas de aduana (Custom House, 1724).
La actividad portuaria creció considerablemente, y los comerciantes exportaron grandes cantidades de mantequilla y de carne de vaca a Gran Bretaña, el resto de Europa y Norteamérica.

## Lugares de interés

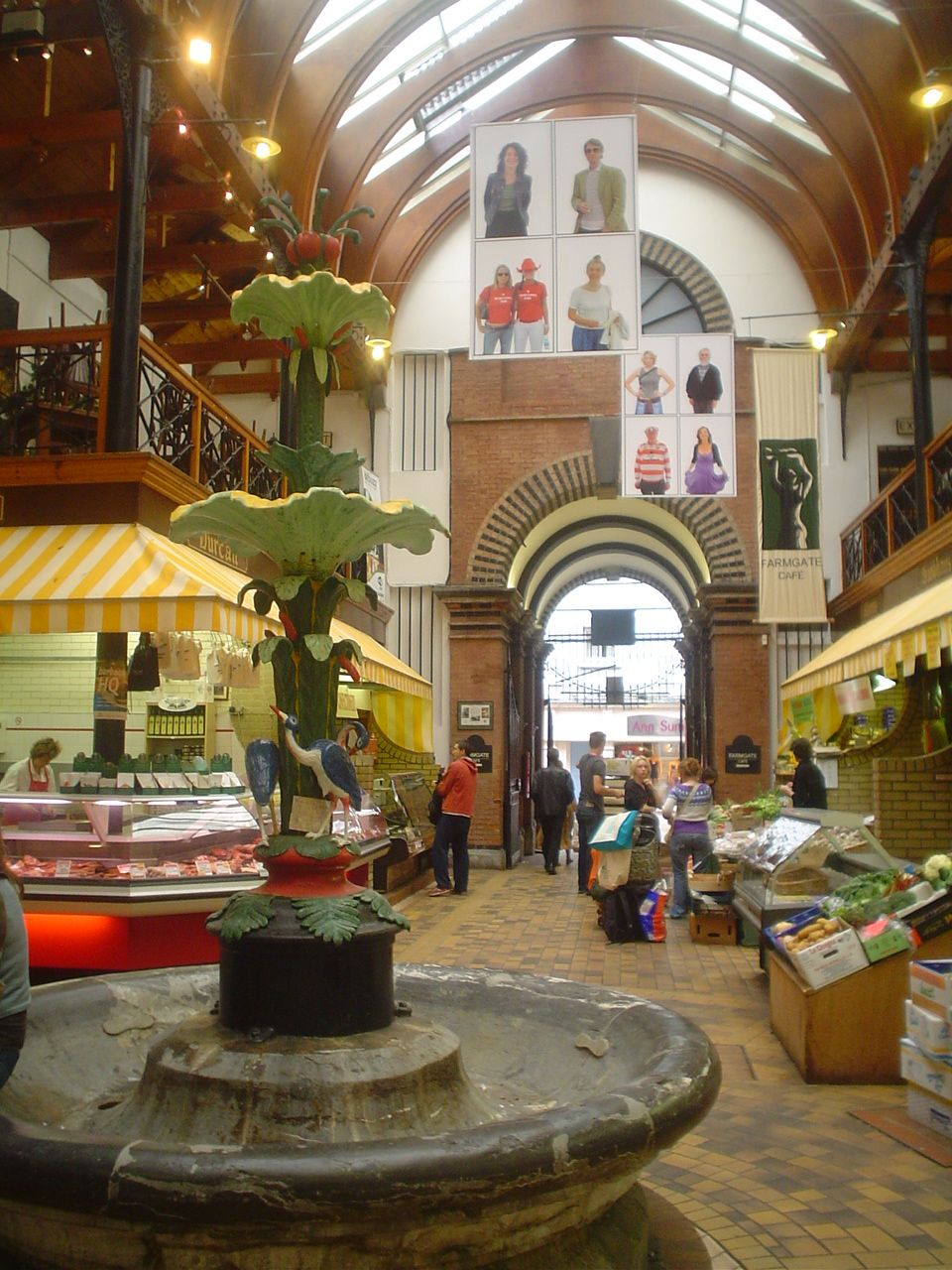
Mercado Inglés.

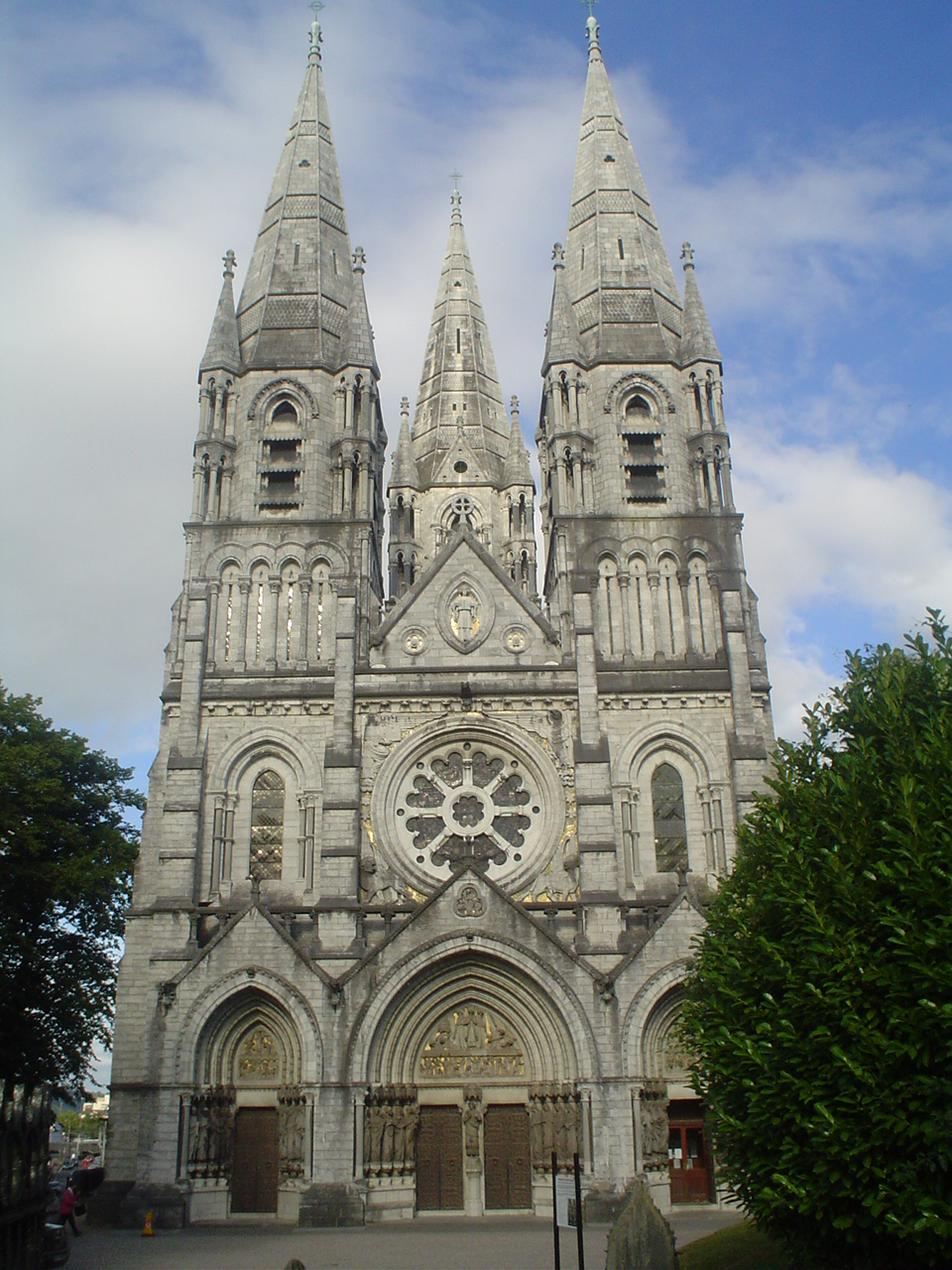
Catedral de San Finbar.

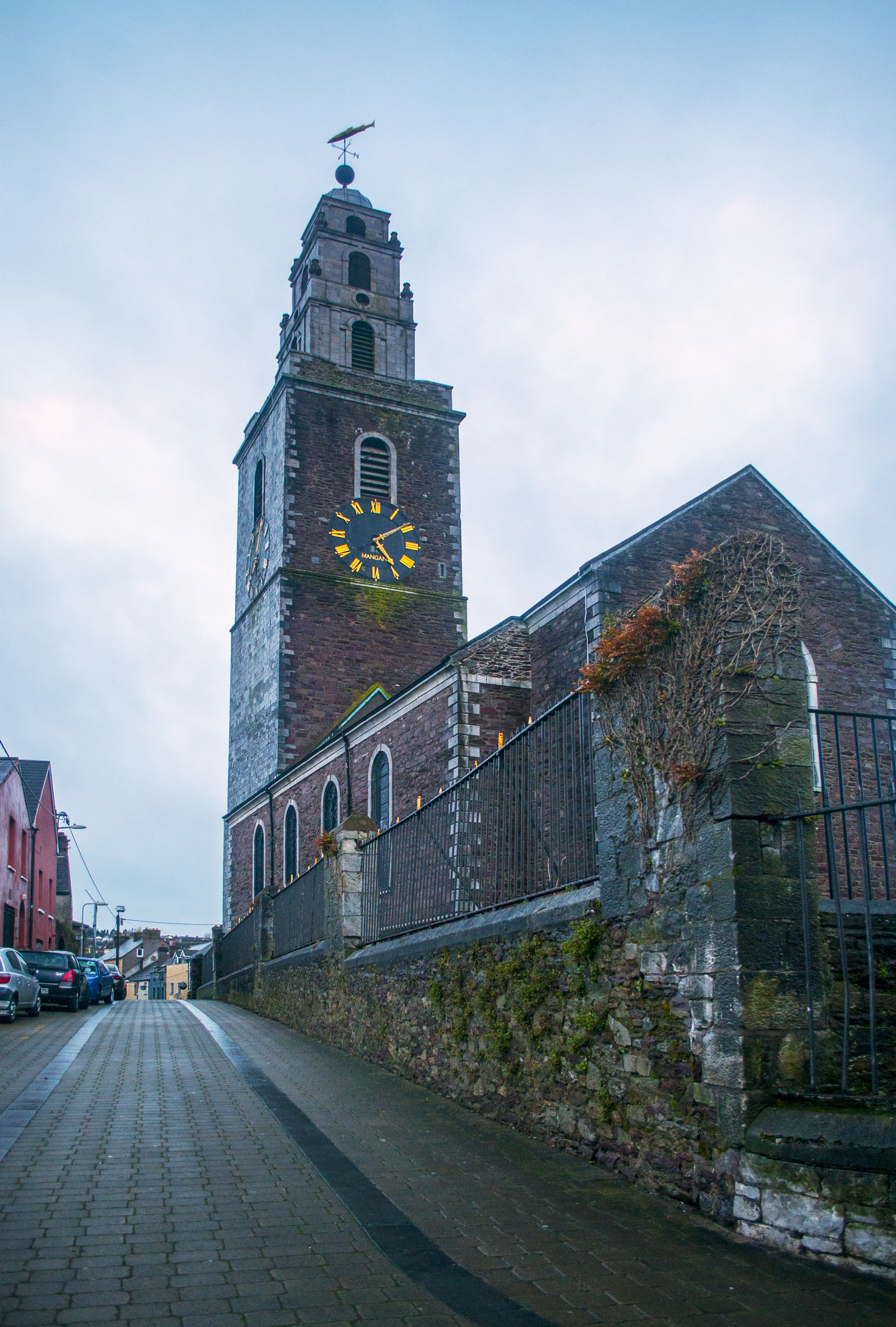
Iglesia de Santa Ana.

Muchos edificios son de estilo georgiano, aunque hay también notables ejemplos de arquitectura moderna. La calle principal, St Patrick's Street, fue remodelada en 2004. A lo largo de su recorrido, que es peatonal en varios tramos, se encuentran destacados edificios. La adyacente Grand Parade es una avenida arbolada, con oficinas, negocios e instituciones financieras. En el antiguo centro financiero, South Mall, hay varios bancos cuyo interior es del siglo XIX como, por ejemplo, la sede del Allied Irish Bank, que antiguamente fue una casa de cambio. La moderna torre County Hall, propiedad del gobierno local, fue el rascacielos más alto de la isla desde 1968 hasta 2008, cuando se construyó The Elysian, también en Cork. Del otro lado del río se halla Our Lady's Psychiatric Hospital (Hospital Psiquiátrico de Nuestra Señora), el edificio más largo de Irlanda. Fue construido en la época victoriana, y ha sido renovado y convertido en un complejo residencial.
Hay dos catedrales en la ciudad: la catedral de Santa María y Santa Ana (Cathedral of Saint Mary and Saint Anne, conocida también como St Mary's Cathedral y North Cathedral), católica, y la catedral de San Finbar (St Finbarre's Cathedral), perteneciente a la Iglesia de Irlanda.
La iglesia de Santa Ana (Church of St Anne), en el distrito de Shandon, es el edificio más famoso de Cork. Las caras norte y este de su torre están recubiertas con arenisca roja, las este y sur, con la piedra caliza blanca que predomina en la región. El reloj de la torre es conocido como "el Mentiroso de las Cuatro Caras" (the Four-faced Liar) porque desde la base del edificio cada reloj parece mostrar una hora diferente. Shandon está abierta al público, que puede tocar las campanas.
El Ayuntamiento, otro edificio de piedra caliza, sustituye el antiguo, que fue destruido por los Black and Tans el 11 de diciembre de 1920 durante la Guerra de Independencia en el hecho llamado "la Quema de Cork". Como gesto de reconciliación, el gobierno británico asumió los costos de construcción del nuevo edificio en la década de 1930.
El Mercado Inglés, accesible desde las calles Grand Parade, St Patrick's, Oliver Plunkett Street y Princes, es un mercado cubierto donde se vende toda clase de alimentos. Aunque sus orígenes se remontan a 1610, el edificio actual data de 1788.
Dos espacios verdes importantes son el parque Fitzgerald, al oeste de la ciudad, y los jardines de la Universidad, surcados por el río Lee.
En las afueras de la ciudad también hay atractivos turísticos. Uno de ellos es el castillo de Blarney, famoso por su piedra. Según una leyenda, la piedra concede el don de la elocuencia a quien la besa. A 2 km del centro se encuentra el castillo de Blackrock, un castillo del siglo XVI reconstruido en 1829 en el que funciona un observatorio.

## Clima
Cork tiene un clima templado y cambiante, con abundante lluvia y sin temperaturas extremas. Las temperaturas por debajo de 0 °C o arriba de 25 °C son raras. La precipitación anual media —la mayoría en forma de lluvia— es 1227,9 mm. Hay, en promedio, siete días de granizo y once de nieve o aguanieve por año, pero la nieve no suele acumularse por más de dos días.
| Parámetros climáticos promedio de Cork 1981–2010 | Parámetros climáticos promedio de Cork 1981–2010 | Parámetros climáticos promedio de Cork 1981–2010 | Parámetros climáticos promedio de Cork 1981–2010 | Parámetros climáticos promedio de Cork 1981–2010 | Parámetros climáticos promedio de Cork 1981–2010 | Parámetros climáticos promedio de Cork 1981–2010 | Parámetros climáticos promedio de Cork 1981–2010 | Parámetros climáticos promedio de Cork 1981–2010 | Parámetros climáticos promedio de Cork 1981–2010 | Parámetros climáticos promedio de Cork 1981–2010 | Parámetros climáticos promedio de Cork 1981–2010 | Parámetros climáticos promedio de Cork 1981–2010 | Parámetros climáticos promedio de Cork 1981–2010 |
| Mes                                              | Ene.                                             | Feb.                                             | Mar.                                             | Abr.                                             | May.                                             | Jun.                                             | Jul.                                             | Ago.                                             | Sep.                                             | Oct.                                             | Nov.                                             | Dic.                                             | Anual                                            |
| ------------------------------------------------ | ------------------------------------------------ | ------------------------------------------------ | ------------------------------------------------ | ------------------------------------------------ | ------------------------------------------------ | ------------------------------------------------ | ------------------------------------------------ | ------------------------------------------------ | ------------------------------------------------ | ------------------------------------------------ | ------------------------------------------------ | ------------------------------------------------ | ------------------------------------------------ |
| Temp. máx. abs. (°C)                             | 16.1                                             | 14.0                                             | 15.7                                             | 21.2                                             | 23.6                                             | 27.5                                             | 28.7                                             | 28.0                                             | 24.7                                             | 21.4                                             | 16.2                                             | 13                                               | 28.7                                             |
| Temp. máx. media (°C)                            | 8.2                                              | 8.3                                              | 9.9                                              | 11.8                                             | 14.4                                             | 17.0                                             | 18.7                                             | 18.5                                             | 16.5                                             | 12.9                                             | 10.3                                             | 8.5                                              | 12.9                                             |
| Temp. media (°C)                                 | 5.6                                              | 5.7                                              | 6.9                                              | 9.1                                              | 10.9                                             | 13.5                                             | 15.3                                             | 15.2                                             | 13.3                                             | 10.3                                             | 7.8                                              | 6.1                                              | 10                                               |
| Temp. mín. media (°C)                            | 3.0                                              | 3.1                                              | 4.0                                              | 6.3                                              | 7.4                                              | 10.2                                             | 11.8                                             | 11.8                                             | 10.2                                             | 7.7                                              | 5.2                                              | 3.7                                              | 7                                                |
| Temp. mín. abs. (°C)                             | -8.5                                             | -8.6                                             | -6.1                                             | -2.4                                             | -0.9                                             | 2.4                                              | 4.8                                              | 4.9                                              | 2.3                                              | -0.4                                             | -3.3                                             | -7.2                                             | -8.6                                             |
| Precipitación total (mm)                         | 131.4                                            | 97.8                                             | 97.6                                             | 76.5                                             | 82.3                                             | 80.9                                             | 78.8                                             | 96.8                                             | 94.6                                             | 138.2                                            | 120.0                                            | 133.1                                            | 1227.9                                           |
| Días de precipitaciones (≥ 1 mm)                 | 16                                               | 13                                               | 14                                               | 11                                               | 12                                               | 10                                               | 10                                               | 11                                               | 11                                               | 15                                               | 14                                               | 15                                               | 152                                              |
| Horas de sol                                     | 55.8                                             | 67.8                                             | 102.3                                            | 159.0                                            | 192.2                                            | 174.0                                            | 167.4                                            | 161.2                                            | 129.0                                            | 93                                               | 69                                               | 52.7                                             | 1423.4                                           |
| Humedad relativa (%)                             | 90                                               | 89                                               | 88                                               | 83                                               | 81                                               | 81                                               | 83                                               | 85                                               | 88                                               | 90                                               | 91                                               | 91                                               | 86.7                                             |
| Fuente:                                          |                                                  |                                                  |                                                  |                                                  |                                                  |                                                  |                                                  |                                                  |                                                  |                                                  |                                                  |                                                  |                                                  |

## Cultura

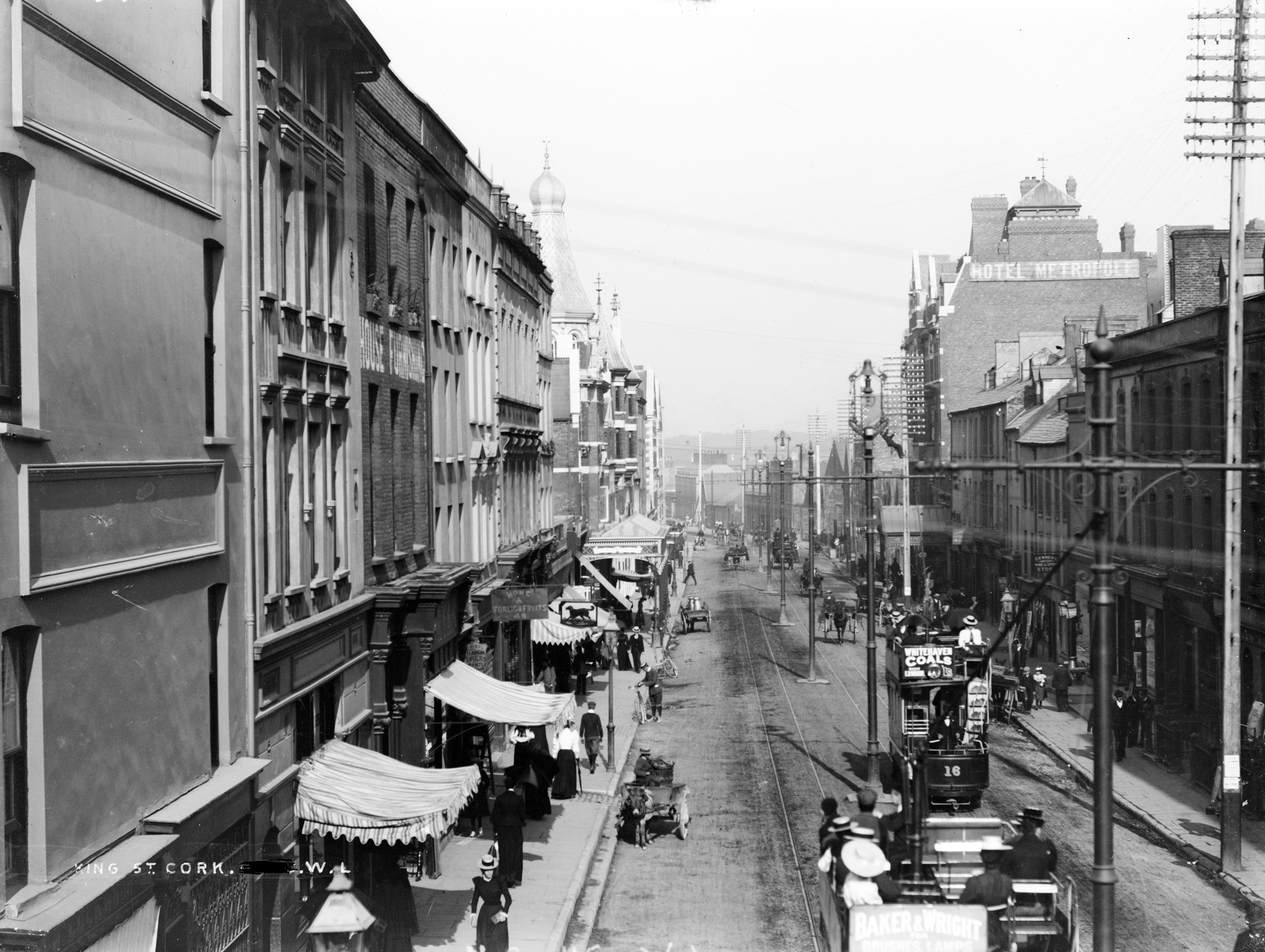
Calle del Rey (King Street, hoy MacCurtain Street), c. 1900.

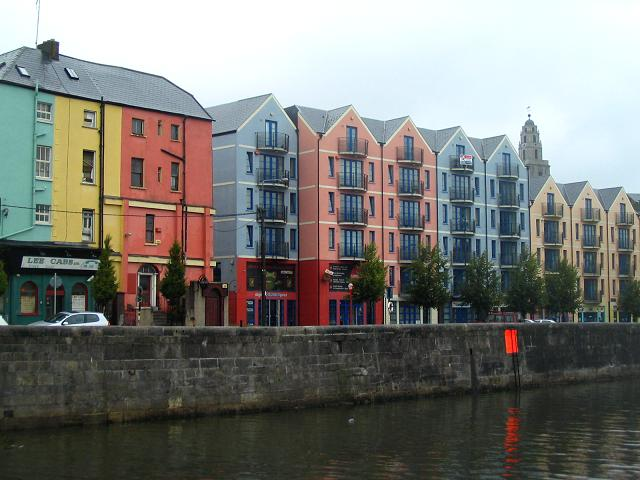
Muelle de Farren.

Cork tiene una intensa vida cultural. La ciudad es sede de numerosos institutos de arte, como la Cork School of Music y Crawford College of Art and Design. En el edificio Firkin Crane funciona el Institute for Choreography and Dance, donde se dan clases y obras de danza contemporánea. Hay compañías de ballet, como Cork City Ballet, y de teatro independiente. De estas últimas, la más conocida es Corcadorca Theatre Company, en la que participó Cillian Murphy. Dos de los teatros son el Everyman Palace Theatre —el más viejo de la ciudad, en la calle MacCurtain— y el Granary Theatre, especializado en obras contemporáneas. En la Cork Opera House se presentan obras musicales y también teatrales. Desde 2008, en la antigua Christ Church funciona el centro cultural municipal Triskel Arts Centre. Entre las galerías de arte se encuentran la Crawford Municipal Art Gallery y la Lewis Glucksman Gallery, inaugurada en 2004 y nominada al premio Stirling en 2005. Todos los años se realizan el Cork Film Festival y el Cork Jazz Festival.
Inmigrantes de todo el mundo, especialmente de Polonia, Lituania, Letonia y, en menor medida, de países africanos y asiáticos, han contribuido a la diversidad cultural de Cork, que se refleja en el reciente crecimiento de restaurantes y tiendas multiculturales. A finales del siglo XIX hubo una significativa inmigración de judíos procedentes de Lituania y Rusia. Muchos ciudadanos judíos, como Gerald Goldberg (varias veces Lord Mayor), David Marcus (escritor) y Louis Marcus (realizador de documentales), tuvieron un papel importante en la Cork del siglo XX. Sin embargo, aunque aún existen el barrio judío y la sinagoga, la comunidad judía es actualmente casi inexistente.
Cork fue Capital Europea de la Cultura en 2005. Uno de los proyectos más importantes desarrollados ese año fue el Cork Caucus, en el que un grupo de entre sesenta y ochenta artistas, escritores y filósofos reflexionaron sobre temas artísticos, políticos y culturales.
Hay rivalidad entre Cork y Dublín. Los habitantes se ven a sí mismos como diferentes al resto de Irlanda. Humorísticamente, se autodenominan "los rebeldes" (the rebels), llaman al condado "el condado rebelde" o "República Popular de Cork" (the Rebel County, The People's Republic of Cork) y a la ciudad, "la verdadera capital" (the Real Capital). Llevan camisetas y otras prendas con la frase "República popular de Cork" impresa en varios idiomas como inglés, irlandés, polaco e italiano. La bandera bicolor de Cork, junto con la bandera irlandesa o sola, ondea en edificios privados y públicos, incluido el Palacio de Justicia, la estación de autobús y la estación de tren.[cita requerida]

### Tradiciones

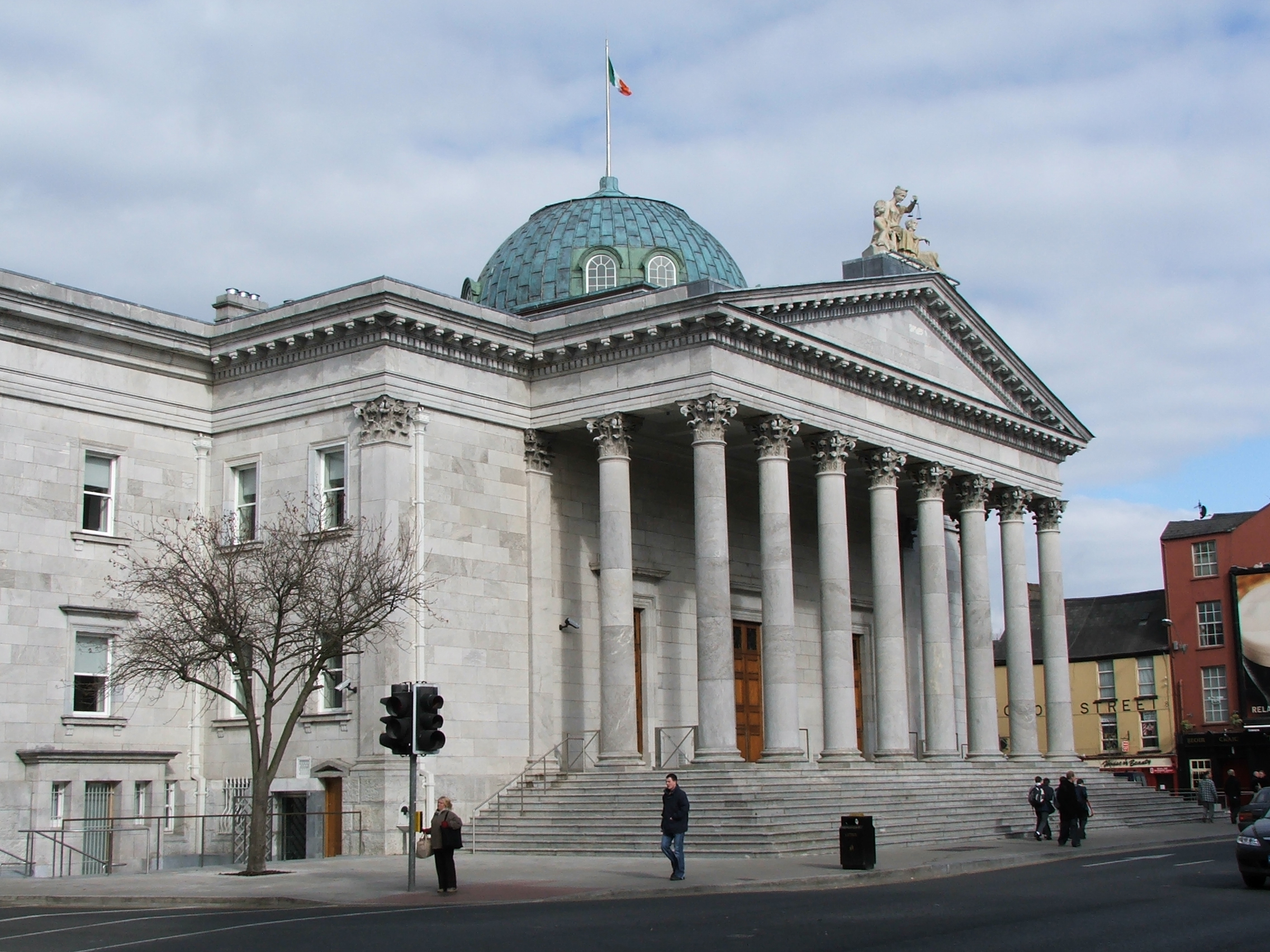
Palacio de Justicia.

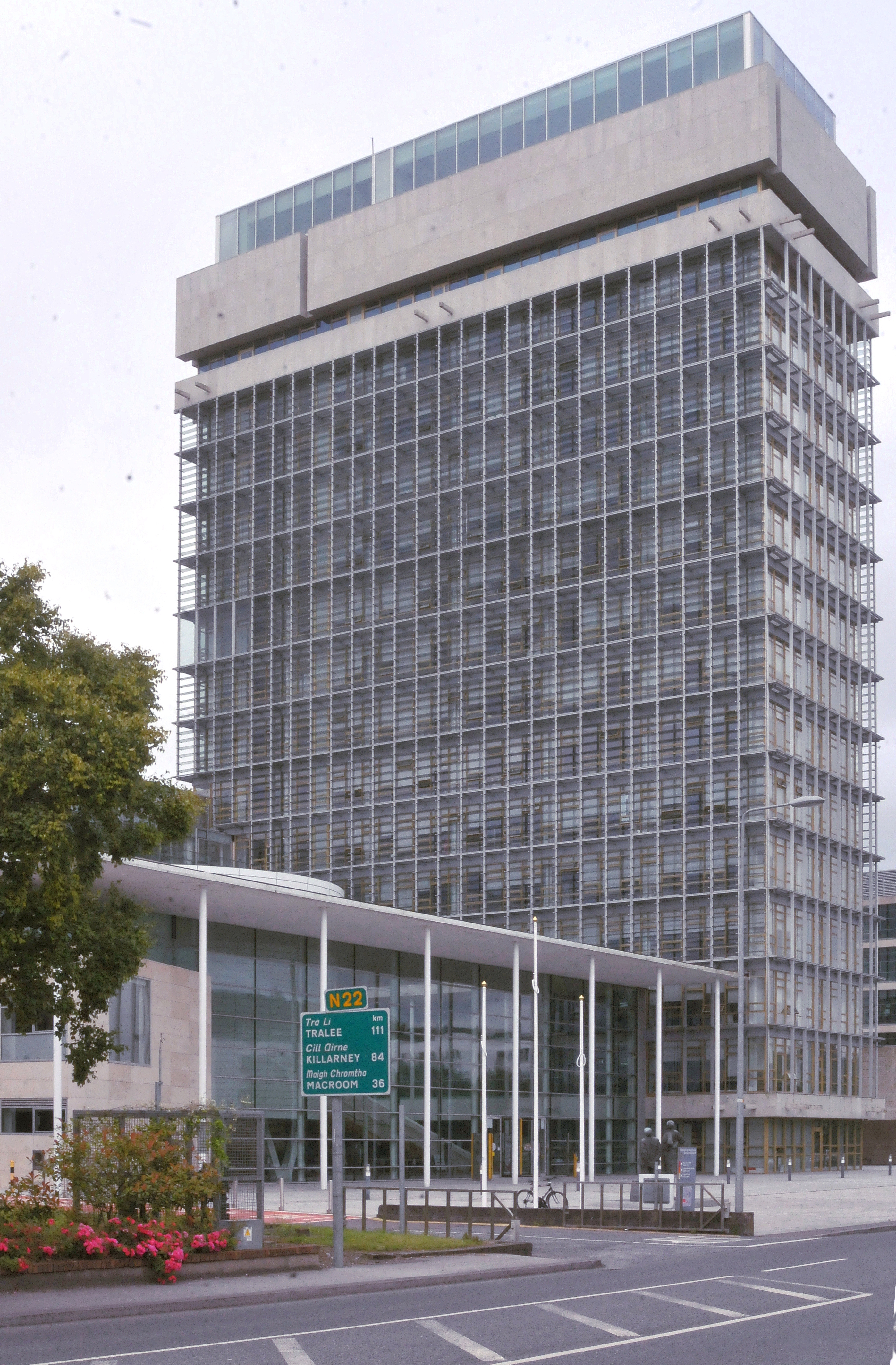
Edificio County Hall.

La ciudad tiene una gran cantidad de tradiciones gastronómicas, algunas compartidas con otras zonas de Irlanda, y otras específicamente locales. Las comidas más famosas de Cork son los crubeens (patas de cerdo hervidas) y drisheen (una especie de morcilla), que por lo general se sirve con tripas.
Otras tradiciones incluyen la celebración (actualmente suspendida) que marca el regreso de la carne a la mesa al final de la Cuaresma. Festejado a principios del siglo XIX, y denominado "whipping the herring" (azotando al arenque), este rito consistía en un paseo por las calles hasta el río Lee de un carnicero local que azotaba un arenque con un látigo, seguido por los ciudadanos. Una vez que llegaba al río tiraba el arenque al agua, tomaba una pata de cordero adornada con cintas y volvía a su negocio, donde distribuía trozos de carne a los espectadores.
Desde hace 40 años, la ciudad recibe el Guinnes Jazz Festival (Festival de Jazz) que tiene lugar en el mes de octubre y que dota sus calles de un ambiente alegre y excepcional para disfrutar de la ciudad.

## Medios de comunicación

### Radio y televisión
La banda de radio FM de la ciudad está abarrotada: además de RTÉ Radio 1, RTÉ 2fm, Lyric FM, Radio na Gaeltachta, Today FM, y Newstalk, hay emisoras locales como Cork's 96FM, 103FM County Sound, CUH FM, Cork Campus Radio y Red FM.
Cork también tiene numerosas estaciones pirata, que tuvieron su auge en los 80. Todavía perviven algunas, aunque el reciente regulador de comunicaciones Comreg ha cerrado un gran número de ellas en los últimos dos años.
Cork es la sede de dos estaciones de televisión, RTÉ Cork, en la calle Fr. Matthew, y la South Coast TV, televisión regional del sur de Irlanda.
También se encuentran en Cork la RTÉ Vanbrugh String Quartet, con excelentes números musicales, incluyendo John Spillane, The Frank And Walters, Sultans Of Ping, y Rory Gallagher. Los cantantes de ópera Cara O'Sullivan, Mary Hegarty, Nyle Wolfe, Brendan Collins y Sam McElroy también son de Cork.

### Prensa
El Irish Examiner (antiguamente, Cork Examiner), uno de los diarios nacionales más importantes de Irlanda, tiene su sede en Cork. También se imprime el Evening Echo, que durante décadas se asoció a los "Echo boys", niños pobres sin hogar que vendían el diario en las décadas de 1930 y 1940.

## Economía

### Comercio
El comercio en Cork se está desarrollando rápidamente con los centros comerciales que mezclan modernidad y arte y las tiendas locales familiares que venden productos exclusivos y a menudo hechos a mano.
Los grandes almacenes son para todos los bolsillos, desde caras boutiques a pequeñas tiendas. Los centros comerciales están en toda el área suburbana en sitios como Blackpool, Ballincollig, Douglas, Wilton y Mahon Point. Hay otros en el centro de la ciudad, que están desarrollándose para rivalizar con los suburbios: The Cornmarket Centre en Cornmarket Street (previsto para otoño de 2007); la propuesta en Academy Street y el plan en el Grand Parade para construir el Capitol Cineplex, el primer multicines de Irlanda que no está en Dublín.
La principal calle comercial es St Patrick, y la más cara por metro cuadrado de Irlanda después de la calle Grafton de Dublín. Otras áreas comerciales del centro de la ciudad son la calle Oliver Plunkett y Grand Parade.

### Industria
Cork es el corazón de la industria del sur de Irlanda. Su principal industria es la farmacéutica, con Pfizer Inc., Novartis y Eli Lilly, que proveen de muchos puestos de trabajo a la región. El producto más famoso de la industria farmacéutica de Cork es el Viagra.
Cork es también sede europea de Apple Computer, donde se producen sus ordenadores y se atiende a clientes de toda Europa. EMC Corporation tiene empleados a 1600 trabajadores en sus 52 000 metros cuadrados, ofreciendo sus servicios técnicos. También es sede de Heineken, Murphy’s Irish Stout y Beamish and Crawford, que están en la ciudad desde varias generaciones atrás.
Durante muchos años la compañía Ford tuvo fábricas en Cork, que producían automóviles en el área de los muelles antes de cerrar. El abuelo de Henry Ford era de Cork, y fue esta la principal razón para abrir una fábrica en esta ciudad. Pero la tecnología sustituyó el antiguo negocio de fabricación en los 70 y 80 y los trabajadores se fueron a las otras fábricas de la ciudad.
La mayor parte del éxito económico de Cork se debe a su localización estratégica cerca de un puerto, unos trabajadores cualificados (con estudios universitarios o superiores) y la política del Gobierno de favorecer a las empresas. La profundidad del puerto de Cork permite la entrada a barcos de cualquier tamaño, trayendo comercio y una fácil importación y exportación de productos. El Aeropuerto Internacional de Cork también permite un acceso fácil a la Europa continental y la Estación Kent en el centro de la ciudad garantiza buenos enlaces ferroviarios para comercio regional.
Los suburbios de Cork también tienen un buen número de fábricas, con buenos enlaces por carretera y telecomunicaciones modernas, que atraen tanto inversiones locales como extranjeras de Europa, EE. UU. y Japón. Recientemente se han instalado en el parque de negocios del Aeropuerto de Cork Amazon.com y Motorola.

## Transporte

### Aéreo

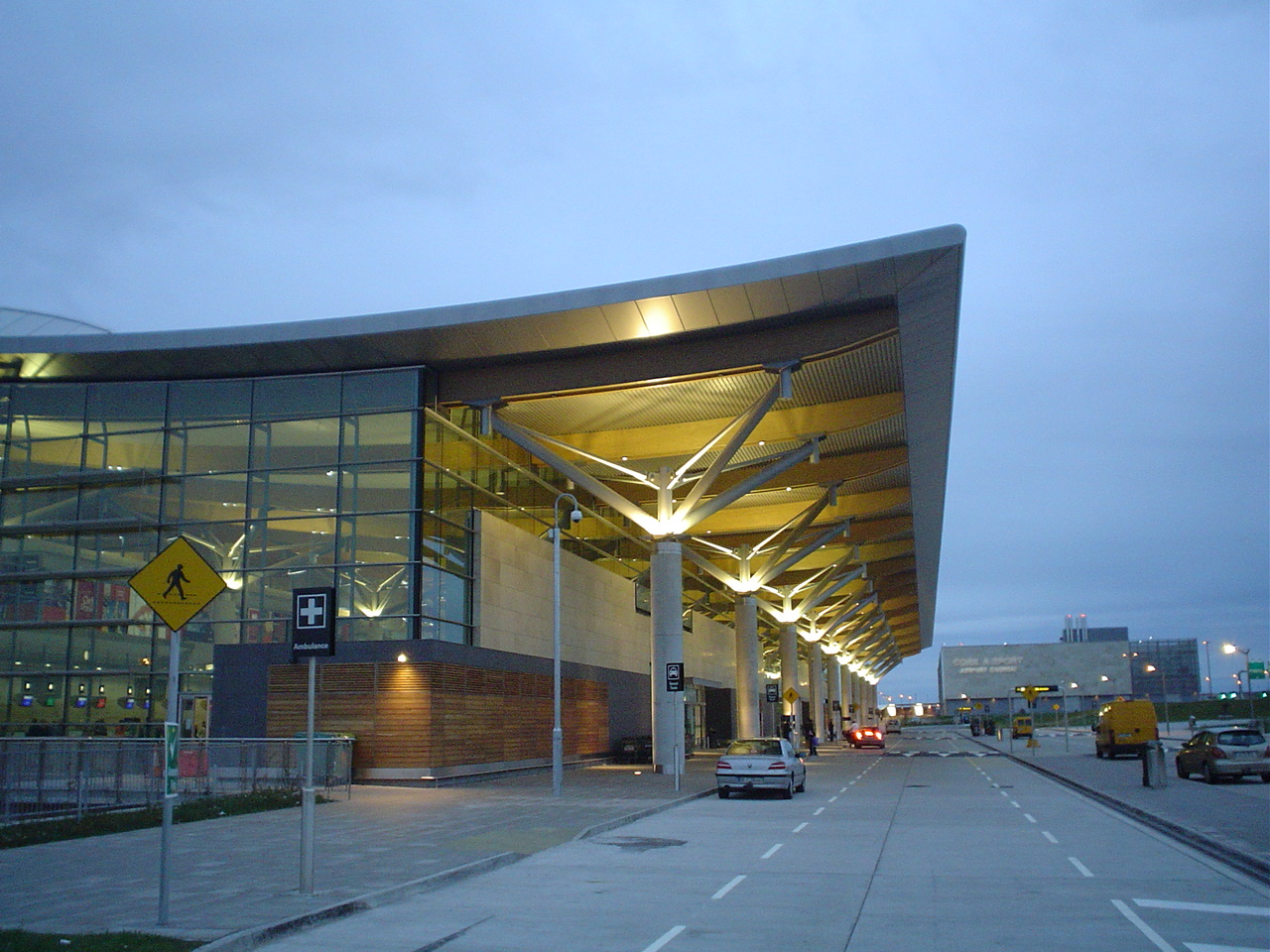
Aeropuerto de Cork.

El Aeropuerto de Cork es el segundo más importante del país. Está ubicado 6,5 km al sur de la ciudad, en el pueblo de Ballygarvan. Catorce aerolíneas, entre ellas Aer Lingus y Ryanair, operan en el aeropuerto, con cincuenta destinos en toda Europa. Anualmente, pasa por él un promedio de 2,4 millones de pasajeros. Desde el aeropuerto se puede llegar a la ciudad en taxi o autobús.

El aeropuerto juega un rol importante en el desarrollo de la ciudad, el condado de Cork y sus alrededores y aumenta los servicios a la Europa continental. Pero la política nacional de que los vuelos transatlánticos aterricen en el Aeropuerto Internacional de Shannon, en adición al relativamente pequeño tamaño de las pistas de aterrizaje del Aeropuerto de Cork han dificultado los esfuerzos para desarrollar vuelos transatlánticos. La reciente controversia respecto a la nueva terminal está en primera plana, ya que su apertura en agosto de 2006 ha provocado una deuda masiva de 180 millones de euros.

### Autobús

#### Urbano
El transporte público de la ciudad de Cork es del operador nacional Bus Éireann. Las líneas conectan el centro de la ciudad con los suburbios, universidades, centros comerciales y lugares de interés. Hay también dos líneas urbanas, la 1 y la 19, que conectan con los distritos norte y sur de la ciudad respectivamente.

#### Suburbano
Los autobuses al extrarradio, como Ballincollig, Glanmire, Midleton y Carrigaline salen de la terminal de autobuses de Parnell Place en el centro de la ciudad. Los servicios suburbanos incluyen un autobús al Aeropuerto Internacional de Cork (líneas 226 y 249). Hay también facilidad para el Park and Ride (que promueve el uso del transporte urbano frente a coches privados) en los suburbios del sur, que permite fácil acceso al centro de la ciudad. Esto es especialmente popular entre los estudiantes y trabajadores que van diariamente a Cork no solo del extrarradio sino también de las ciudades de alrededor.

#### Larga distancia
Los autobuses de larga distancia salen de la terminal de Parnell Place a destino de toda Irlanda. Hay servicios cada hora a Killarney/Tralee, Waterford y Aeropuerto de Shannon/Limerick/Galway y hay seis servicios diarios a Dublín. Hay también un servicio diario de Eurolines que conecta Cork con la estación de autobuses Victoria en Londres vía sur de Gales y Bristol navegando desde Rosslare.

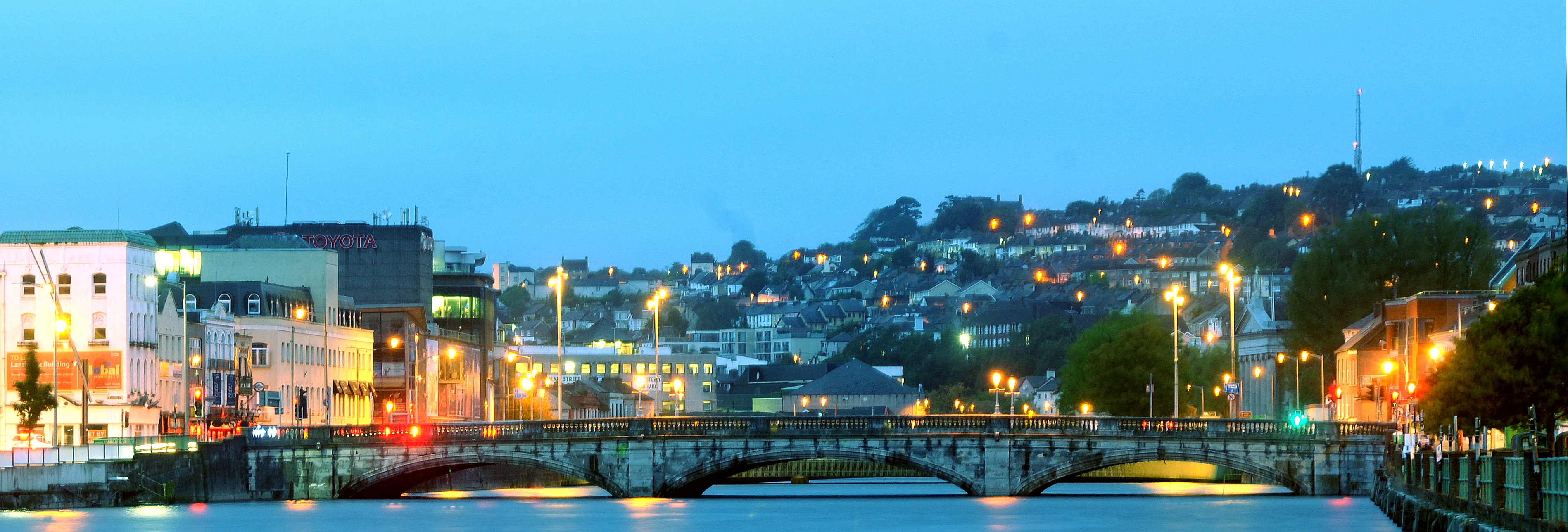
El río Lee a su paso por Cork.

### Ferry
El ferry que cruza el río, desde Rushbrooke a Passage West, une el R624 con el R610. Este servicio es muy útil para evitar el tráfico de Great Island (Cobh). El Ferryport está situado en Ringaskiddy, 16 km SE vía N28. Hay enlaces marítimos hacia Roscoff (Francia), Santander (España) a través de Brittany Ferries y a Swansea (Gales) con Swansea Cork Ferries, respectivamente. Hay disponible un servicio de autobús desde el centro de la ciudad para llegar al Ferryport. Hay también planes de un taxi acuático que libere a trabajadores de otras ciudades y turistas del tráfico urbano.

### Carreteras
El área de Cork ha visto mejorada su infraestructura vial en los últimos años, especialmente en las carreteras nacionales primarias. La Autovía del Sur, construida a principios de los 80, y que une la rotonda Kinsale con el centro de la ciudad, fue la primera de muchas mejoras. Poco tiempo después, se inauguraron las primeras secciones de la South Ring Road, una doble autovía. El trabajo continuó a lo largo de la década de los 90 en extender la South Ring Road con la apertura del Túnel Jack Lynch bajo el río Lee, lo que fue la ampliación más importante. La carretera elevada Kinsale se inauguró en agosto de 2006 para evitar los embotellamientos en el camino al Aeropuerto de Killarney. También progresaron los trabajos en los 90 en lo que se refiere a la doble autovía hacia Midleton y la doble autovía de circunvalación N8 Glanmire. Otros proyectos completados son la carretera de circunvalación N20 Blackpool y los proyectos viales de Cork a Mallow N20. La doble autovía de circunvalación N8 Glanmire a Watergrasshill se inauguró en 2002. La doble autovía de circunvalación N22 Ballincollig, que enlaza con el extremo oeste de la Southern Ring Road, se estrenó en 2004. Las mejoras viales del centro de la ciudad incluyen el proyecto para hacer peatonal la calle Patrick. La autopista de peaje de circunvalación M8 Rathcormac a Fermoy (17.5 km.) ha sido recientemente completada y abierta en octubre de 2006.

### Ferrocarriles

#### La tradición de los trenes y tranvías
La ciudad de Cork fue una de las ciudades con más vías ferroviarias de Irlanda, disponiendo de ocho estaciones en diferentes épocas. La ruta principal, cuya mayor parte continúa hasta ahora, es la que lleva a Dublín. El túnel Glanmire, que originariamente finalizaba a las afueras de la ciudad en Blackpool, ahora conecta esta zona con la Estación Kent en el centro de la ciudad.
Otras rutas ferroviarias que finalizan en Cork o la atraviesan son la Cork, Blackrock and Passage Railway, líneas hacia Macroom y Blarney, así como la Cork, Bandon and South Coast Railway que conectan Bantry, Skibbereen, Clonakilty y muchas otras ciudades al este de Cork. Los trenes de esta última ruta llegan a Albert Quay, cruzando el río desde la Estación Kent.
Dentro de la ciudad ha habido dos redes de tranvías en funcionamiento. La propuesta para desarrollar un tranvía a caballo (enlazando con el término de la línea ferroviaria) fue hecha por el estadounidense George Francis Train, en 1860. Estas ideas se pusieron en práctica en 1872 por la Compañía de Tranvía de Cork. En cualquier caso, la compañía dejó de funcionar en 1875 después de que la Corporación de Cork rechazase el permiso para ampliar la línea.
En diciembre de 1898, un tranvía eléctrico empezó a operar en las rutas Blackpool-Douglas, Summerhill-Sunday's Well y Tivoli-Blackrock. El ancho de las vías era de 90.2cm, y estaba diseñado para ser igual que la Muskerry Railway (aunque nunca hubo tráfico entre las dos).
El aumento del uso de coches y autobuses en 1929 condujo a la reducción de pasajeros del tranvía, y el 31 de marzo de 1931 dejó de funcionar. De todos modos, unas semanas después de su cierre, fue evidente que la Irish Omnibus Company no tenía suficiente capacidad para cumplir con la demanda, y el tranvía empezó a funcionar de nuevo en abril. Pero fue sólo temporal: el último tranvía circuló el 30 de septiembre de 1931.
Algunos nombres de rutas todavía permanecen, como Tramway Terrace en Douglas.

#### Rutas actuales
Nacionales
La Estación Kent es la principal de la ciudad. Desde allí, se puede llegar a destinos de toda Irlanda. La línea principal de Cork a Dublín, que es la más transitada del país, tiene ocho salidas diarias y un gran número de conexiones. La Irish Rail planea que aumente el servicio y que haya salidas cada hora en 2006. Los servicios del Direct InterCity están disponibles para Kerry, con servicios directos a Killarney y Tralee (dos diarios), aunque en la mayoría de los servicios hay que hacer transbordo en Mallow.
Suburbanas
El Cork Suburban Rail también sale de la Estación de Kent y provee de conexiones frecuentes con la mayoría de áreas del Cork metropolitano, con servicios al norte y este de la ciudad incluyendo Little Island, Mallow, Fota y Cobh. Esta línea ferroviaria suministra un transporte esencial a los trabajadores que diariamente se tienen que desplazar desde las afueras hasta el centro. El este de la ciudad es también una ruta que conecta varias islas del puerto con el centro. El tren está recomendado para viajar a la Isla Fota y visitar el parque de flora y fauna, el arboretum, el club de golf y el Cobh Heritage Centre.
En noviembre de 2005, el gobierno irlandés anunció la reapertura de la línea ferroviaria entre Glounthaune (en la línea de Cobh) y Midleton como parte del plan de desarrollo del país a 10 años.

## Educación

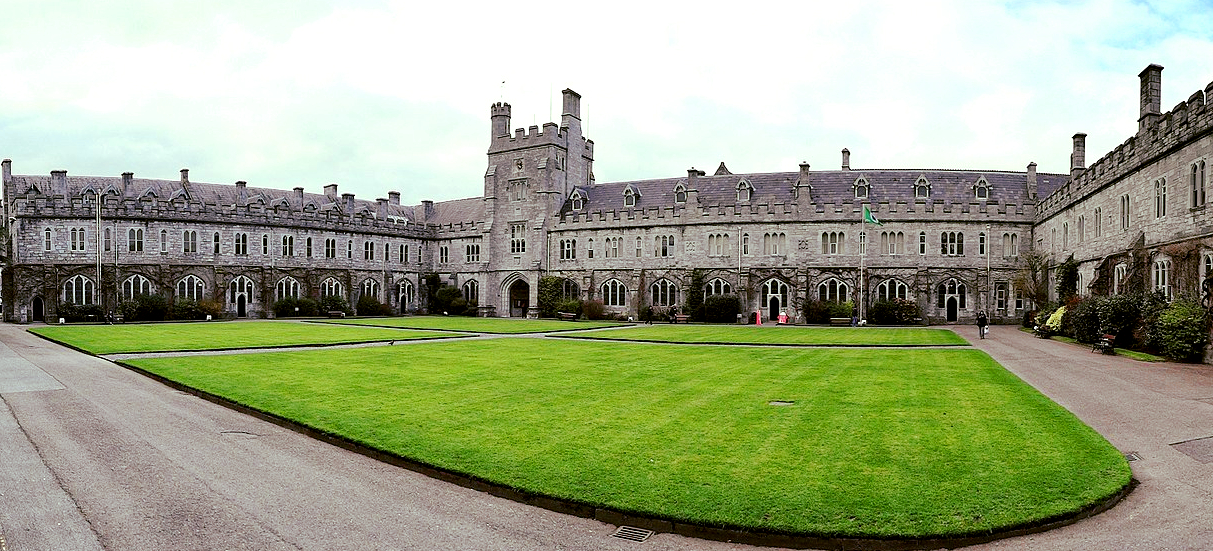
Universidad de Cork (University College Cork).

Cork es un importante centro educativo en Irlanda. En la Universidad de Cork (University College Cork), miembro de la Universidad Nacional de Irlanda, se dictan cursos de Arte, Comercio, Ingeniería, Derecho, Medicina y Ciencias. La universidad fue nombrada "Universidad irlandesa del año" por el diario inglés The Sunday Times en 2003-2004 y 2005-2006. El Instituto de Tecnología de Cork (Cork Institute of Technology) ofrece cursos de tercer grado en Matemáticas, Informática, Ciencias Empresariales e Ingeniería, incluye también a la Escuela de Música (Cork School of Music) y el Instituto Crawford de Arte y Diseño (Crawford College of Art and Design). La Universidad Marítima Nacional de Irlanda (National Maritime College of Ireland) es uno de los pocos lugares del país donde se puede cursar estudios náuticos. El Instituto de Comercio (Cork College of Commerce) es el mayor instituto de posgrado de Irlanda. Hay institutos de tercer grado privados, como el Griffith College Cork, fundado en 1884.

## Deportes
El fútbol gaélico, el hurling, el soccer (fútbol) y el rugby son los deportes más populares en Cork.

### Deportes gaélicos
Hasta 2005, Cork ha ganado 30 campeonatos irlandeses de hurling. El equipo local fue eliminado en la semifinal en 2006. Hay muchas Asociaciones Atléticas Gaélicas en la ciudad. Los estadios más populares son el Páirc Uí Chaoimh y el Páirc Uí Rinn.

### Fútbol
Cork City FA ganó la Liga irlandesa de fútbol en 2005 y llegó a la final de la Copa de Irlanda (FAI Cup). Alcanzaron el cuarto puesto en la temporada 2006, eliminatorio para la Copa Intertoto de la UEFA. Juegan en el estadio Turners Cross, ubicado en el lado sur de la ciudad, y regularmente atraen la mayor cantidad de público en la liga.
En 2008 el equipo atravesó una grave crisis económica, que terminó con la dimisión del presidente y una declaración de bancarrota de la institución. Después de que la Federación de Irlanda les negara la plaza en Primera División por insolvencia económica, Cork City desapareció 23 de febrero de 2010 y se refundó como cooperativa. En dos años, regresó a la máxima categoría.

### Rugby
El rugby se juega en varios niveles, desde escolar hasta la liga sénior. La Cork Constitution (dos veces Campeón de Liga de Toda Irlanda) juega en Ballintemple. Otros clubes de rugby son Dolphin, Highfield, Sunday's Well y UCC. A nivel escolar, el Christian Brothers College y Presentation Brothers College son dos de las escuelas de rugby más conocidas del país.
Munster Rugby juega la mitad de sus partidos de casa de la Celtic League en el Musgrave Park en Ballyphehane. En pasadas Heineken Cup, los partidos se jugaron también en Musgrave Park pero, por cuestiones de capacidad, ahora se juegan en Thomond Park en Limerick. Desde mayo de 2006, el campeón de la Heineken Cup es Munster Rugby, que tiene muchos jugadores de la ciudad y del condado de Cork.

### Otros deportes
Hay también clubes de baloncesto (Neptune and UCC Demons), vóley (CIT and UCC), remo (Shandon Boat Club), golf, minigolf, hockey, tenis y atletismo. La ciudad es también hogar de los bolos de carretera, que se juega en calles pequeñas adyacentes a los suburbios del norte y del sudeste.
El patrimonio marítimo de la ciudad y el condado se mantiene a través de los clubes náuticos. El Royal Cork Yacht Club en Crosshaven, en las afueras de la ciudad, es el más antiguo del mundo.

## Ciudades hermanas
Cork empezó su primer programa de hermanamiento con la ciudad de Coventry en 1969. Desde entonces ha sido hermanada con las siguientes ciudades:
- Coventry, Inglaterra, Reino Unido (1969)
- Rennes, Francia (1982)
- San Francisco, Estados Unidos (1984)
- Colonia, Alemania (1988)
- Swansea, Gales, Reino Unido (1994)
- Shanghái, China (2005)

| Predecesor: Génova, Italia Lille, Francia | Capital Europea de la Cultura 2005 | Sucesor: Patras, Grecia |